# Martin Seligman

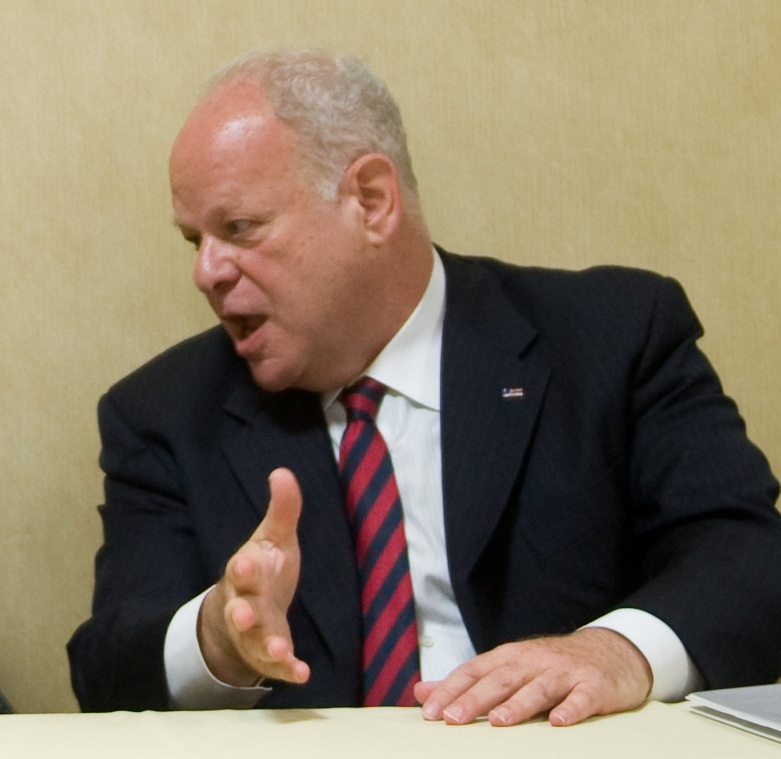
Martin Seligman

Martin E.P. Seligman (Albany, 12 augustus 1942) is een Amerikaanse psycholoog en schrijver van zelfhulpboeken. Zijn theorie over aangeleerde hulpeloosheid is populair onder klinisch psychologen. Studies noemen hem een van de meest vooraanstaande psychologen van de 20e eeuw.
Seligman heeft 20 boeken en 200 artikelen over persoonlijkheid en motivatie op zijn naam staan. Hij is Zellerbach Family Professor of Psychology aan de faculteit psychologie van de Universiteit van Pennsylvania. Tevens is hij directeur van het Centrum voor Positieve Psychologie van dezelfde universiteit.
Seligman was van 1996 tot 1998 voorzitter van de American Psychological Association (Amerikaanse Vereniging van Psychologen). Hij heeft talloze boeken over positieve psychologie geschreven, zoals The Optimistic Child, Child's Play, Flourish, Learned Optimism en Authentic Happiness (in Nederland uitgebracht als Gelukkig zijn kun je leren).

## Biografie
Seligman werd geboren in Albany in de staat New York en doorliep daar de lagere en middelbare school. Hij behaalde zijn bachelor in filosofie aan de Princeton-universiteit in 1964 en kon in zijn laatste studiejaar kiezen uit verschillende universiteiten om af te studeren. De Universiteit van Oxford bood hem een beurs aan voor de studie analytische filosofie, de Universiteit van Pennsylvania voor experimentele dierenpsychologie met daarnaast een aanbod om zich aan te sluiten bij het bridgeteam van deze universiteit. Uiteindelijk koos hij voor de studie psychologie aan laatstgenoemde universiteit en behaalde in 1967 zijn doctoraal. Hij heeft zeven kinderen. Samen met zijn tweede vrouw Mandy geeft hij enkele kinderen thuis onderwijs.

## Denkbeelden
Volgens Seligman is het domein van de psychologie drastisch veranderd. Tijdens zijn jeugd, tussen 1945 en 1950, was nog geen enkele psychiatrische ziekte behandelbaar. Tegenwoordig zijn er behandelingen voor de meest voorkomende psychische aandoeningen. Verder vindt hij dat de wetenschap rond psychische probleem zich dusdanig ontwikkeld heeft dat vage ziektebeelden als verdriet, alcoholisme en schizofrenie met psychometrische testen te meten zijn. Ook is hij een groot voorstander van de Diagnostic and Statistical Manual of Mental Disorders (kortweg DSM), een wereldwijd gebruikt diagnostiek handboek.
De afgelopen decennia heeft vooral de klinische psychologie een aanzienlijke hoeveelheid lijden verlicht, volgens Seligman. "Maar kunnen psychologen mensen blijvend gelukkig maken?" Volgens hem is 90% van het succes van psychotherapie gebaseerd op de bestrijding van de ziekte.
"We maken van mensen met psychische problemen een slachtoffer. Alsof er een ton bakstenen op hen gevallen was, maar vergaten dat mensen ook eigen keuzes kunnen maken, hun wilskracht, hun karakter etc. Bovendien waren we alleen maar bezig om mensen minder ongelukkig te maken en we ontwikkelden geen methodes om hen echt gelukkig te maken."
Als tegenhanger van de DSM, waarin alle psychische problemen vermeld staan, heeft hij de Classification of Strengths and Virtues (Handboek van innerlijke kracht en goede eigenschappen) bedacht.
Seligman en zijn team stuurden onderzoekers naar 70 landen, van Groenland tot de Masai en concludeerden dat er een aantal goede eigenschappen (deugden) zijn die voor alle culturen gelden: wijsheid, moed, liefde en medemenselijkheid, rechtvaardigheid, gematigdheid, zelfbeheersing en spiritualiteit.
Centraal in de positieve psychologie staat, voor Seligman, het begrip eudaimonia, het zoeken naar gelukzaligheid (flow). Niet het najagen van oppervlakkige genoegens en kicks, maar "bijvoorbeeld een goed gesprek, waarin men de tijd neemt om na te denken. Als je in eudemonisch bent, staat de tijd stil. Je voelt je volledig op je gemak. Je bent één met de muziek."

## Medicatie
Seligman onderscheidt twee soorten medicatie die gebruikt worden in de psychotherapie: palliatieve medicijnen die gericht zijn op het verlichten van de lijdensdruk, maar waarmee je niet kunt stoppen, omdat anders de symptomen terugkeren. Daarnaast zijn er medicijnen die de ziekte moeten genezen, zoals een antibioticum bij een infectie. Maar volgens hem is er geen enkel psychofarmacon dat blijvend geneest. Als men het gebruik staakt, komen de symptomen weer terug. Positieve psychologie is, volgens hem, beter dan medicijnen.

## Opleidingen
Tot aan het einde van de 20ste eeuw was er nog geen enkele opleiding in de Verenigde Staten in positieve psychologie. Tegenwoordig worden er cursussen aan de meeste universiteiten gegeven. Bovendien probeert Seligman zijn boodschap op een andere manier te verspreiden. Hij geeft regelmatig telefonisch les aan 550 mensen tegelijkertijd, uit 20 landen: klinische psychologen, coaches, CEO's krijgen op deze manier les en na afloop een universitaire graad.
Er zijn in Nederland meerdere opleidingen voor positieve psychologie. Bijvoorbeeld de achtdaagse cursus Positieve psychologie in de praktijk, waarbij geleerd wordt om kennis en technieken uit de positieve psychologie kunnen direct te gebruiken om meer veerkracht te ontwikkelen en persoonlijke waarden en algemeen welzijn (geluk) blijvend te vergroten.